# Буймир
Буймир (с 1946 по 2021 год — Кринички) — село на Украине, находится в Житомирском районе Житомирской области.
Почтовый индекс — 12435. Телефонный код — 412. Занимает площадь 4,01 км².

## История
В годы Великой Отечественной войны немецкими карателями СС село Буймер было уничтожино, со всеми местными жителями. В 1946 году указом ПВС УССР село Буймер переименовано в Кринички.

## Адрес местного совета
12435, Житомирская область, Житомирский р-н, с. Туровец, ул. Канарских, 34